# Platycerota crinita
Platycerota crinita är en fjärilsart som beskrevs av W. Warren 1897. Platycerota crinita ingår i släktet Platycerota och familjen mätare. Inga underarter finns listade i Catalogue of Life.